# Polyvision
Polyvision es un formato cinematográfico basado en la proyección, en una pantalla horizontal de gran dimensión, de tres acciones fílmicas simultáneas y yuxtapuestas. La relación de aspecto de este formato es de 4:1 (1.33x3:1). Es un formato creado y utilizado exclusivamente para la filmación de la secuencia final de Napoleón (1927), de Abel Gance.  
La denominación de este formato vino dada por el crítico cinematográfico Émile Vuillermoz. La espectacularización del cine así como la creación de una nueva dimensión del visionado era principalmente lo que Gance buscaba al introducirlo en su obra: Una imagen central donde se narraba la acción principal acompañada de dos imágenes simultáneas que la completaban metafóricamente. Esta aportación se consideró la cumbre de la carrera de Gance y uno de los precursores del Cinerama (Donde 3 o 4 proyectores resultaban en una imagen continua, creando una reproducción envolvente), que se comenzaría a utilizar un cuarto de siglo después. No obstante, la inspiración del Cinerama en la polyvision resulta poco probable pues la escena de este formato en Napoleón fue cortada por los distribuidores después de pocas proyecciones y esto no volvió a verse hasta las restauraciones de Kevin Brownlow en los 70.

## Proceso
Tres cámaras de cine se colocaban verticalmente para grabar las composiciones que se verían proyectadas en cada sección de la pantalla. En un primer momento Gance no pudo previsualizar el filme con esta técnica pues para ello se necesitaban tres proyectores, solo podía visualizar los fragmentos de forma individual. Le llevó 7 meses la construcción del montaje final de este fragmento del filme, a partir de la observación de negativos para construir la escena.
Finalmente Abel Gance consiguió los tres proyectores y una vez visto el filme consideró incorporar esta escena en formato Polyvision dentro del filme. La forma de promover la película fue principalmente considerando que este formato ofrecía dos posibilidades de visualización:
1. Aquella para cines especializados y equipados con sistemas de proyección triple y pantalla panorámica.
2. Pantallas de medida ordinaria para la explotación y difusión masiva.

Esta percepción diferenciaría el formato de Polyvision del Cinerama, que únicamente podía proyectarse en salas con equipamiento especializado. Ambos formatos utilizaban 3 proyectores, pese a que sus objetivos y finalidades fuesen diferentes:
- Polyvision: Técnica basada en trípticos.
- Cinerama: Consecución de una sola imagen agrandada.

No obstante, ambas técnicas desaparecieron por una la dificultad de alinear los proyectores y las imágenes en pantalla, su complicación técnica y la dificultad de su distribución.  Los tres proyectores sincronizados se instalaban en el cine que proyectaba el film de forma horizontal sin que los ejes ópticos se cruzasen entre sí. Por tanto, era más compleja la proyección de imágenes en una pantalla panorámica cóncava. No obstante, la proyección de escenas del tríptico en pantalla plana resultaba mucho más sencilla puesto que la situación de los proyectores se correspondía con donde la imagen se proyectaba.
La productora Metro Goldwyn-Mayer decidió apartar este formato del mercado y para ello compró la técnica a Gance, considerando que de tener éxito el negocio cinematográfico se complicaría mucho y haría falta invertir mucho más dinero. La difusión de este filme fue mínima y el tríptico fue proyectado únicamente con un solo proyector e imagen, lo que hizo que las imágenes se viesen demasiado pequeñas y consecuentemente, muchos cines se negasen a exhibir la película diciendo que únicamente era cine amateur de baja calidad.

## Inspiraciones
En relación con la yuxtaposición de imágenes que completasen una imagen o acción central se puede decir que el formato Polyvision inspiró la Pantalla partida así como experimentos como el Timecode de Mike Figgis. 

## Utilización del formato
El rodaje del final de Napoleón en Polyvision buscaba crear un final climático. No obstante, la filmación y proyección eran poco prácticas pues la innovación que Gance buscaba requería una gran flexibilidad permitida por las tres cámaras y proyectores. La productora Metro Goldwyn-Mayer decidió apartar este formato del mercado y para ello compró la técnica a Gance, considerando que de tener éxito, el negocio cinematográfico se complicaría mucho y haría falta invertir mucho más dinero. La difusión de este filme fue mínima y el tríptico fue proyectado únicamente con un solo proyector e imagen, lo que hizo que las imágenes se viesen demasiado pequeñas y consecuentemente, muchos cines se negasen a exhibir la película diciendo que únicamente era cine amateur de baja calidad.
La versión restaurada de Brownlow, vista por primera vez el 31 de agosto de 1979 en el Festival de Cine de Telluride en Telluride, Colorado, terminaba con un florido intento de Gance: la utilización de rojo y azul tintando las imágenes a la izquierda y derecha para crear le tricolore, la bandera de la triunfante armada de Napoleón.
La dificultad del montaje de 3 imágenes (Grabadas con 3 cámaras simultáneamente) en una pantalla grande con 3 proyectores hace que el filme de Gance se haya proyectado en pocas ocasiones: 
- Noviembre de 2003 en Royal Festival Hall
- Diciembre de 2004 en Royal Festival Hall
- Diciembre de 2009 en Cité de la musique
- Marzo de 2012 en Teatro Paramount  en Oakland, California.[8][9]

Gance continuó innovando en el sistema y llegó, junto con Andre Debrie, a crear el sistema Magirama, similar al formato Cinemiracle pues Magirama utilizaba cámaras con Películas de 35 mm en formato académico con las cámaras laterales grabando en espejos; los proyectores utilizaban entonces espejos con configuraciones idénticas para preservar propiamente las imágenes laterales. Este sistema únicamente se utilizaba en un número limitado de planos.

## Uso enNapoleón

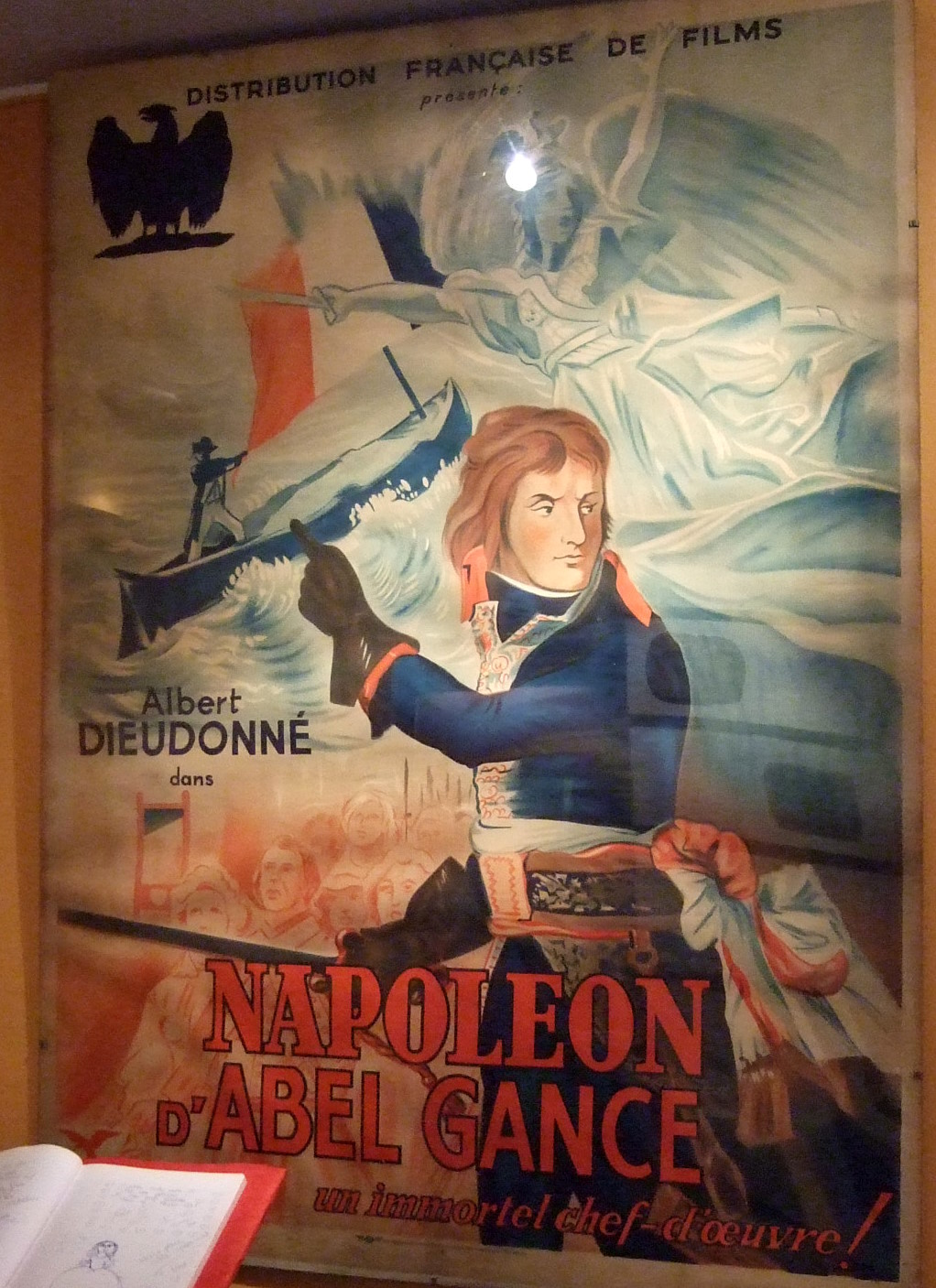
Proyección de "Napoleón" de Abel Gance, 1927.

Polyvision fue el nombre de un formato de película de pantalla ancha ideado exclusivamente para la filmación y la proyección de la secuencia final de Napoleón, Implicaba la proyección simultánea de tres rollos de película dispuestos en una fila horizontal, para hacer una relación de aspecto total de 4: 1 (1.33 × 3: 1). La técnica del tríptico Polyvision fue llamada así por el crítico cinematográfico Émile Vuillermoz. Este método constituyó la cumbre de la carrera cinematográfica de Gance, puesto que este sistema, a diferencia del Cinerama (donde tres o cuatro proyectores proyectaban imágenes que juntas resultaban en una sola imagen continua), no consistía exclusivamente a agrandar las imágenes proyectadas, sino que se proyectaban tres fragmentos de película diferentes que daban como resultado una imagen central principal y otras dos imágenes a ambos lados que ayudaban a comprender el significado metafórico de la proyección central. Según Gance, este método creaba una nueva dimensión del visionado de films. 
Este método captó la atención de los magnates de Hollywood de los años 20, y muy pronto varias productoras cinematográficas comenzaron a desarrollar sus propios formatos espectaculares: Fox desarrolló el método Grandeur, Paramount el Natural Vision, y Warner Bros. el proceso Vitascope. Todos estos métodos consistían en proyecciones de gran formato que permitían aumentar la medida y la calidad de las imágenes cinematográficas. De todos modos, los altos costes que suponían y los pocos beneficios obtenidos hicieron que se abandonaran estas técnicas rápidamente.
En lo que se refiere al Polyvision, en un primer momento Gance no pudo previsualizar la película con esta técnica, puesto que se necesitaban tres proyectores, sino que visualizó cada fragmento del tríptico de manera individual. Sin ningún mecanismo de edición, van caldre siete meses para llegar al montaje final del fragmento de película rodado en Polyvision, observando como se relacionaban las imágenes de los negativos para construir la escena. Después de un tiempo, Gance consiguió tres proyectors Pathé y pudo, por primera vez, visualizar el film con la técnica Polyvision. A causa del efecto panorámico y de las acciones simultáneas que esta técnica proporcionaba, decidió finalmente incorporar la escena al montaje final del film.  Grance pensó en promover la Polyvision diciendo que los films rodados con esta técnica ofrecerían dos posibilidades de visualización: una para los cines especializados y equipados con sistemas de triple proyección y pantalla panorámica, y el otro para las pantallas de medida ordinaria, por la explotación y difusión masiva. Gance vio en esta posibilidad de efectuar dos versiones una ventaja notable sobre el Cinerama, el cual desapareció progresivamente por el hecho que los films hechos con esta técnica solo se podían visualizar en salas con un equipamiento especializado.
Tanto el Cinerama como la Polyvision utilizaban tres proyectores, a pesar de que sus objetivos y finalidades eran diferentes. Cómo se ha comentado anteriormente, el Cinerama utilizaba los proyectores para conseguir una sola imagen agrandada, mientras que la Polyvision era una técnica basada en los trípticos. De todos modos, hubo un hecho común que las hizo desaparecer las dos técnicas: la dificultad de alinear los proyectors y las imágenes en pantalla, además de su complicación técnica y de distribución.
Técnicamente, los tres proyectores sincronizados fueron instalados en el cine que proyectaba el film de manera horizontal (a diferencia de las cámaras de rodaje, las cuales se disponían verticalmente), bastante cerca los unos de los otros. Los ejes ópticos de estos tres dispositivos no se cruzaban y, por lo tanto, era más complejo proyectar las imágenes en una pantalla panorámica cóncava (cómo aquellas que se utilizarían más tarde en el Cinerama y el Kinopanorama), donde el proyector de la derecha proyectaba la imagen a la parte izquierda de la pantalla, y el proyector izquierdo proyectaba las imágenes a la parte derecha (el dispositivo central proyectaba las imágenes en medio de la pantalla). Por otro lado, la proyección de las escenas del tríptico en pantallas planas resultaba mucho más fácil, puesto que la situación de los proyectores se correspondía con la parte de la pantalla en la cual proyectaban la imagen.
Posteriormente, la distribuidora estadounidense Metro-Goldwyn-Mayer decidió comprarle a Gance la técnica para apartarla del mercado (la productora pensó que si la técnica tenía éxito, el negocio cinematográfico se complicaría mucho, y haría falta una gran suma de dinero para equipar las salas de exhibición con tres proyectores y pantallas panorámicas). Incluso, la misma productora se opuso a construir un cine equipado con el sistema Polyvision. La difusión del film fue prácticamente nula y el tríptico se proyectó con un solo carrete y proyector, no con tres como inicialmente fue concebido. Esto hizo que las imágenes se vieran extremadamente pequeñas y que, en consecuencia, muchos cines se negaran a exhibir el film, defendiendo que era solo una muestra de cine amateur de baja calidad.